# Dryopsophus nudidigitus
Espèce
Synonymes
- Hyla phyllochroa nudidigitus Copland, 1963 "1962"
- Litoria nudidigita (Copland, 1963)

Statut de conservation UICN

 LC  : Préoccupation mineure
Dryopsophus nudidigitus est une espèce d'amphibiens de la famille des Pelodryadidae.

## Répartition
Cette espèce est endémique d'Australie. Elle se rencontre au sud de la rivière Wollondilly en Nouvelle-Galles du Sud jusqu'à la rivière Aberfeldy dans l'est de l'État de Victoria.

## Galerie

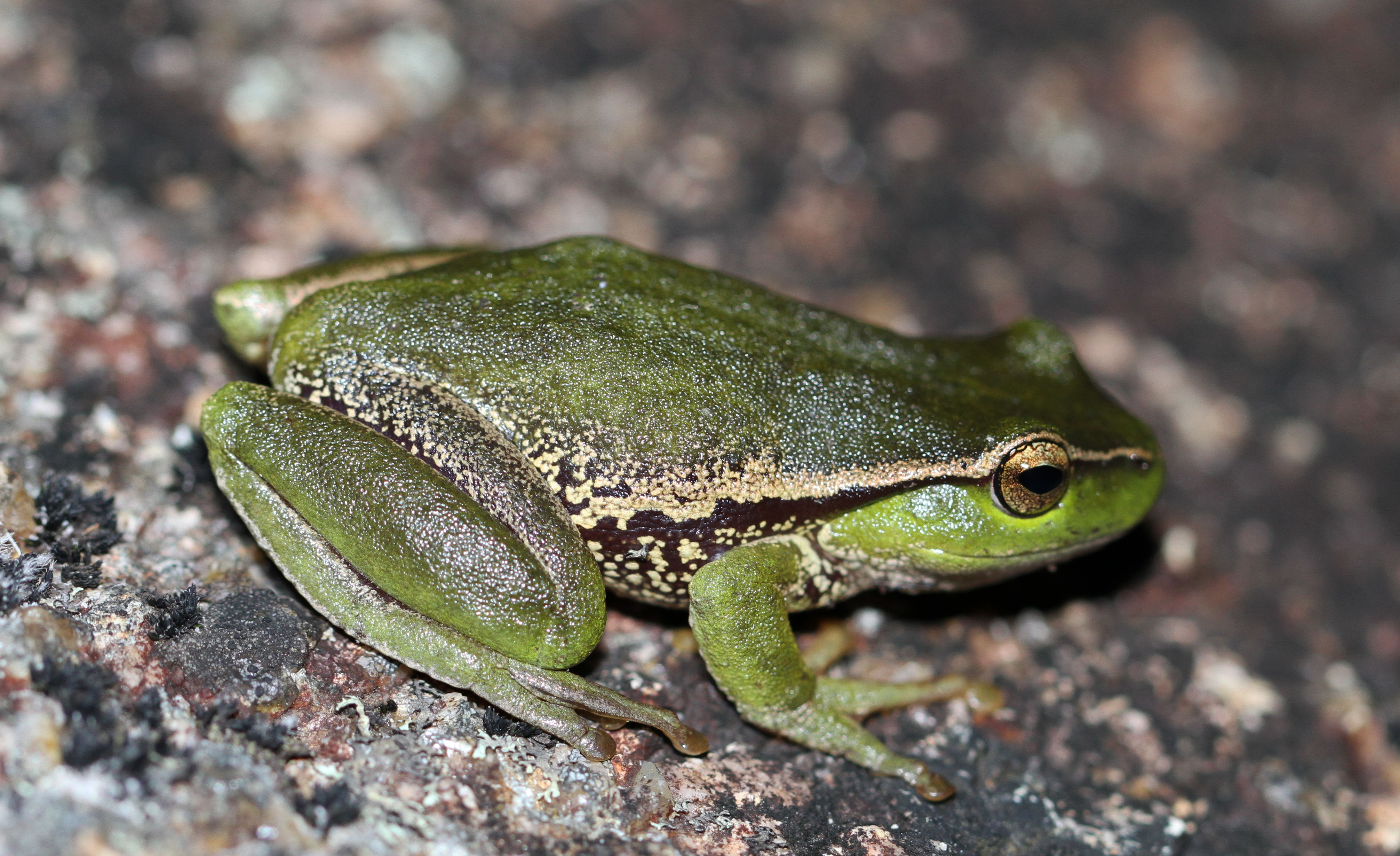
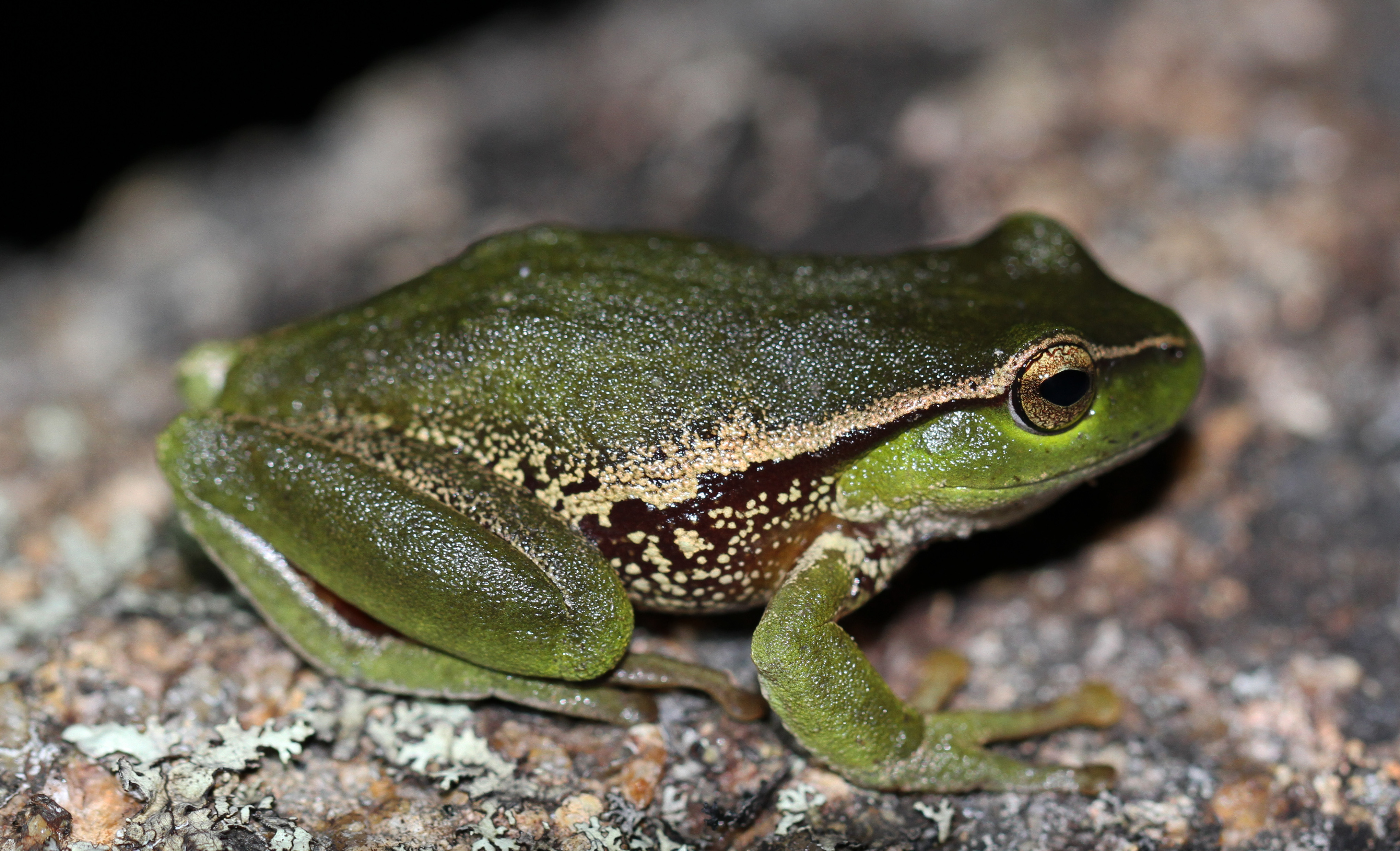
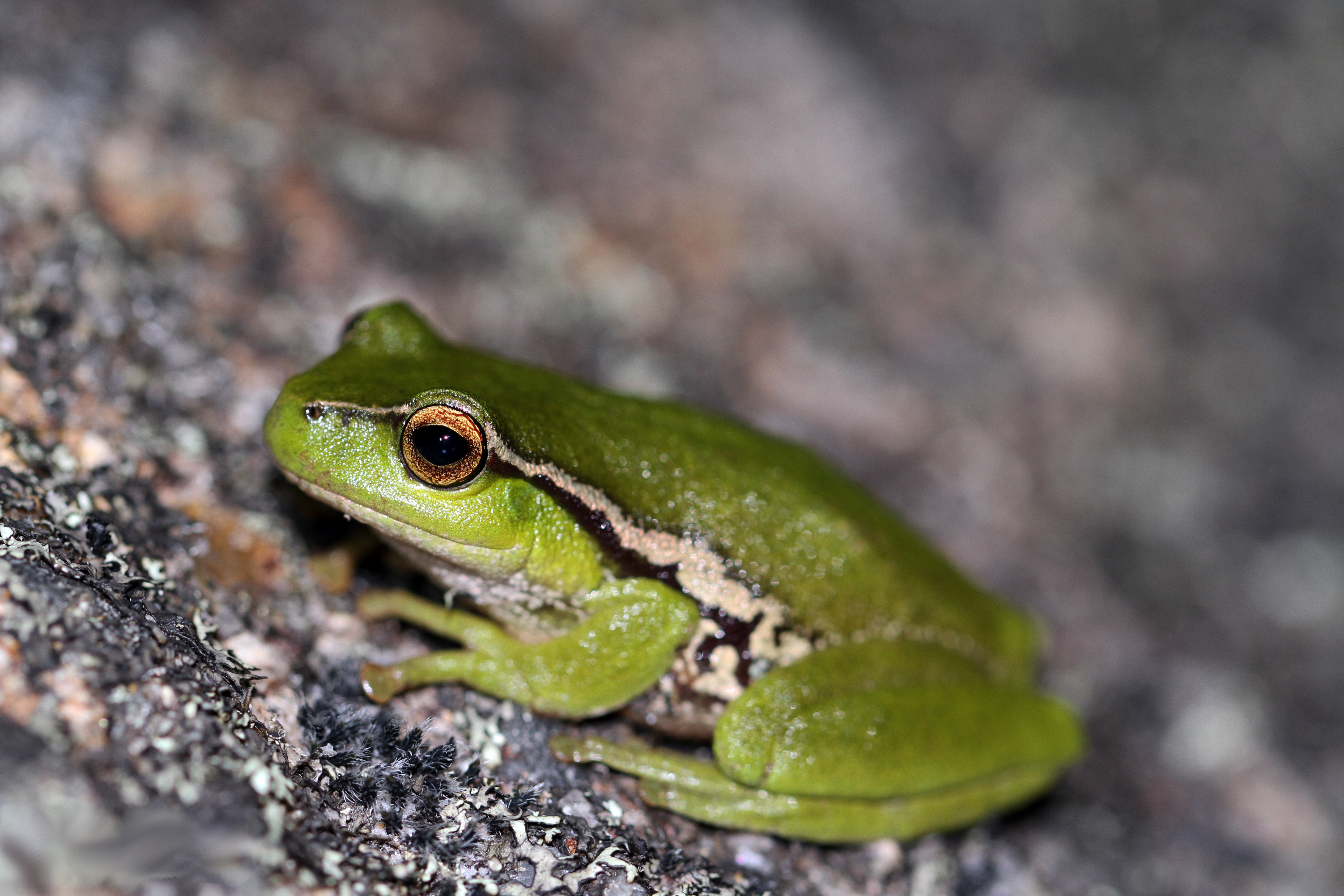
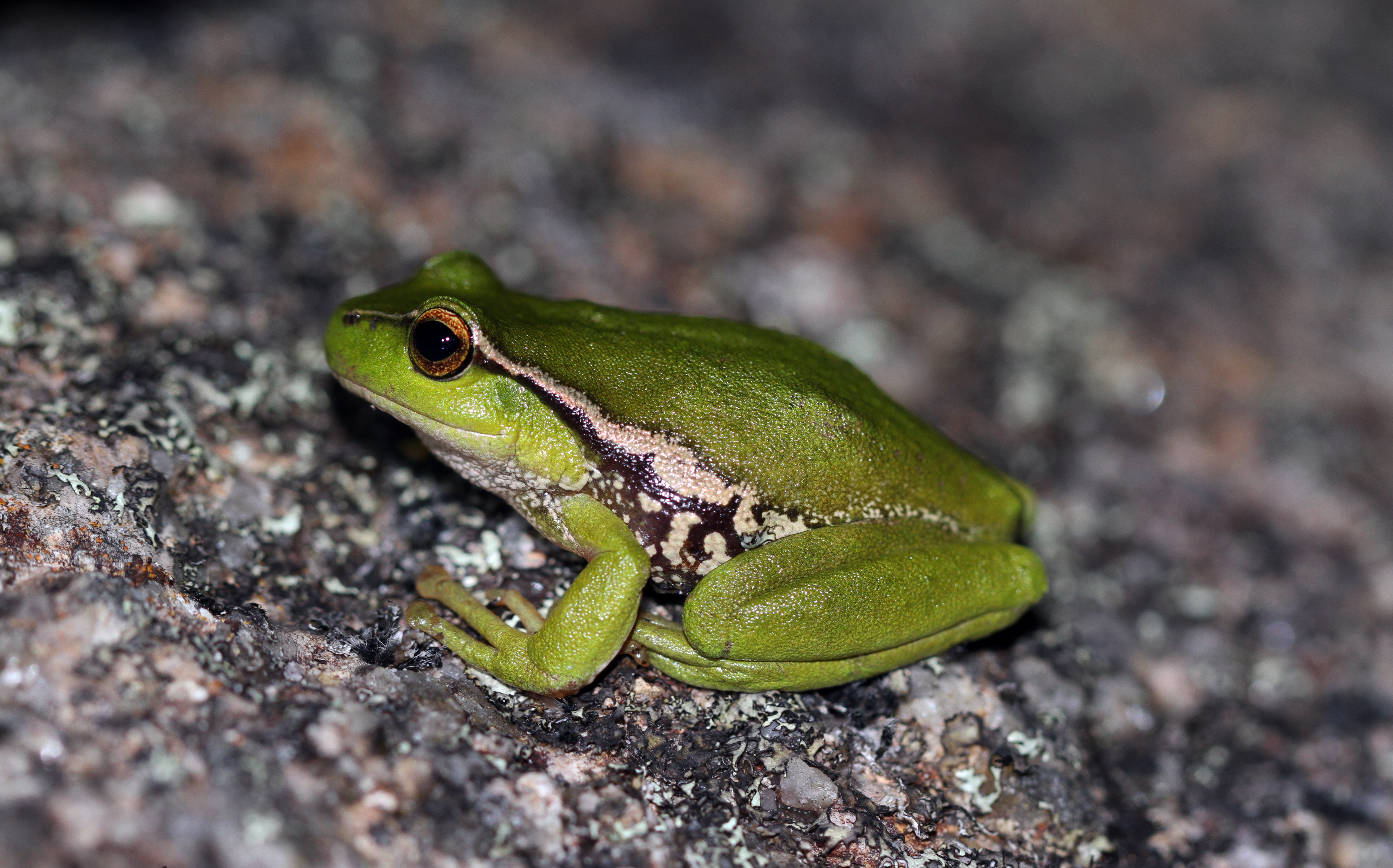
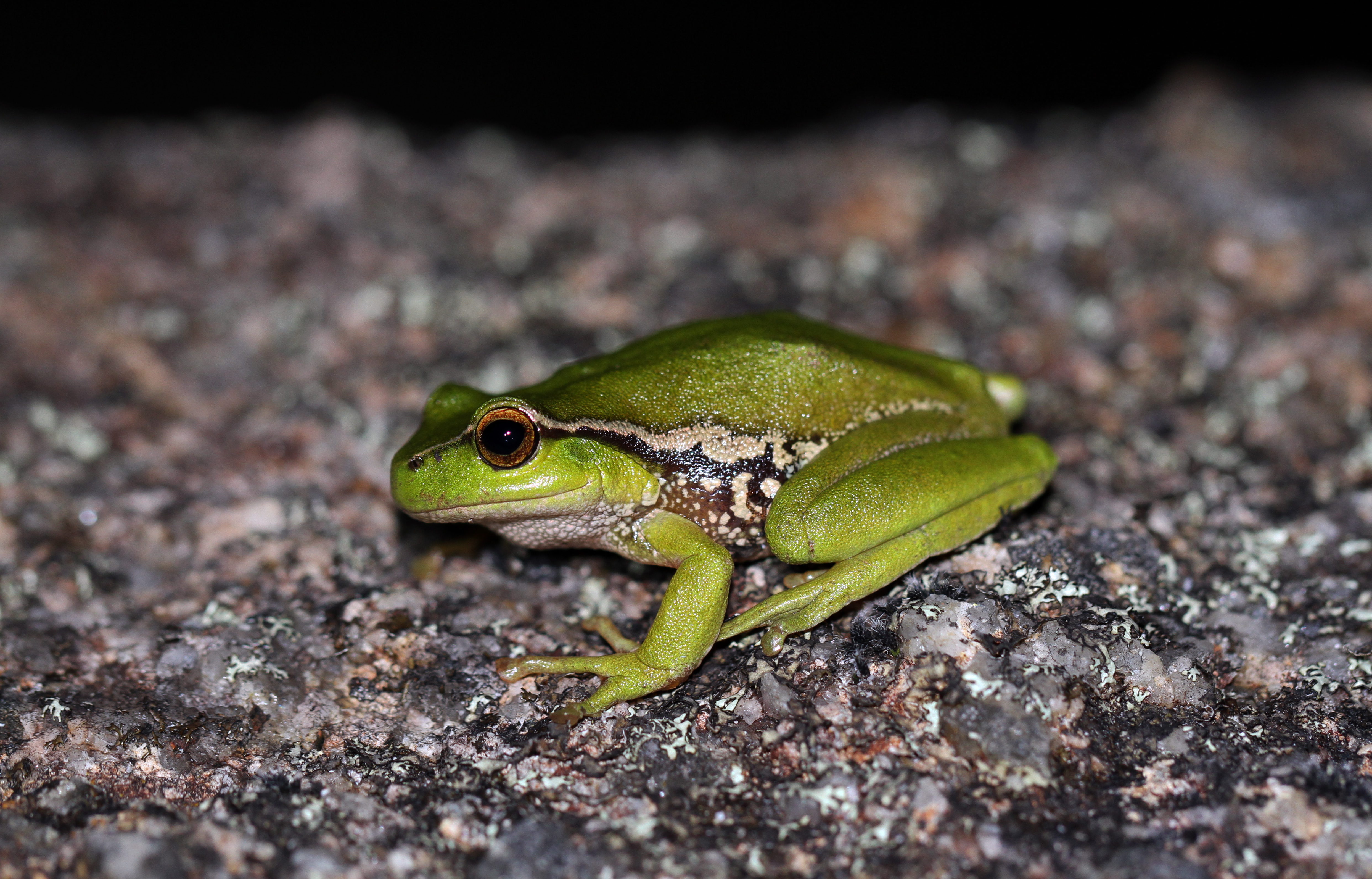
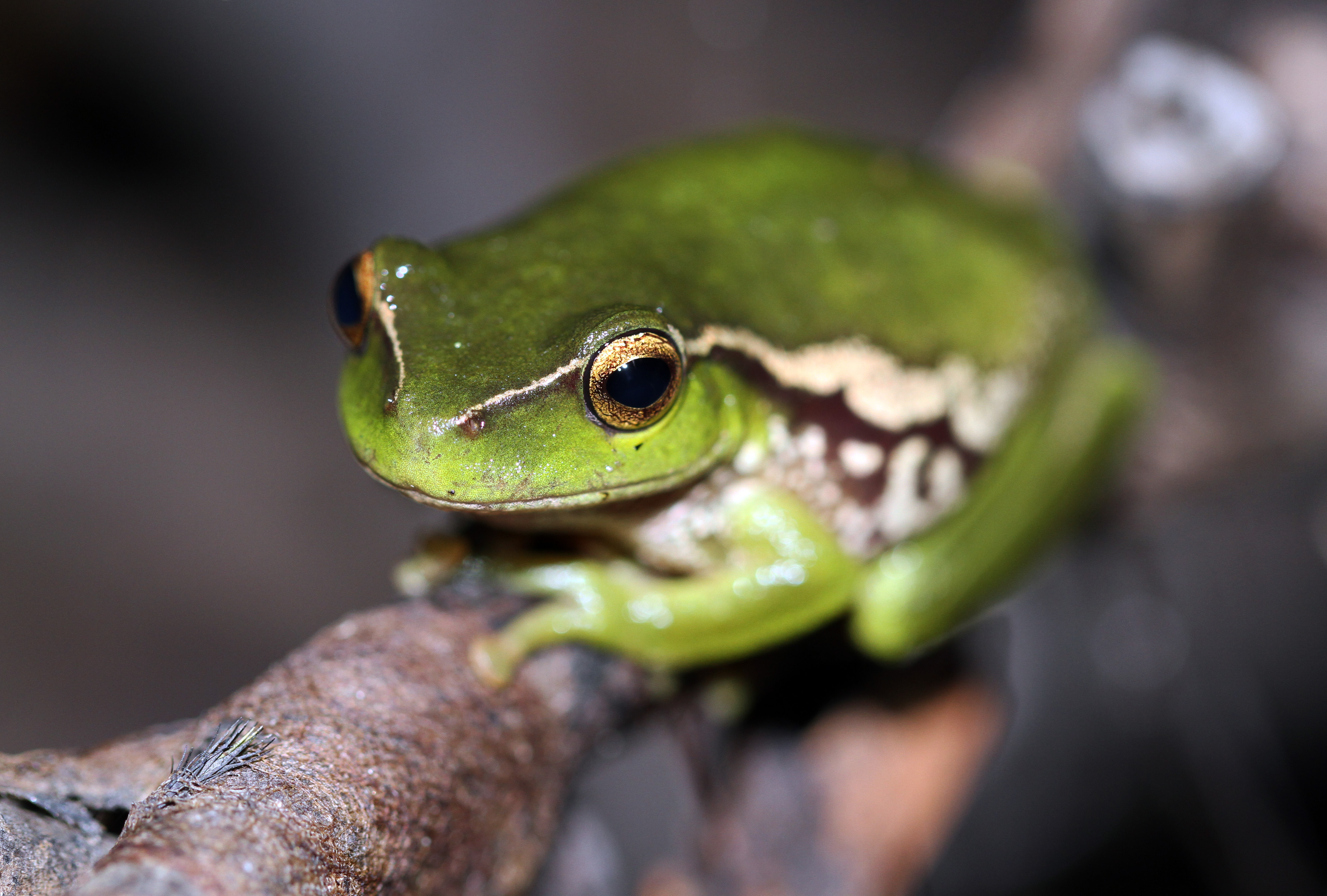

## Description
Les mâles mesurent de 25 à 30 mm et les femelles de 28 à 32 mm.

## Publication originale
- Copland, 1963 "1962" : Hyla phyllochrous Gunther (Amphibia) as an addition to the fauna of Victoria, with the description of a new race and a note on the name of the genus. Proceedings of the Linnean Society of New South Wales, vol. 87, p. 137-140 (texte intégral).